# Joseph Winlock
Joseph Winlock (6 février 1826 – 11 juin 1875) est un astronome et mathématicien américain,
Il est né dans le comté de Shelby, au Kentucky, petit-fils du général Joseph Winlock (1758-1831). Après avoir obtenu son diplôme du Shelby Collège, Kentucky, en 1845, il est nommé professeur de mathématiques et d'astronomie à cette institution.
De 1852 à 1857, il travaille comme un calculateur humain pour l'Almanach américain nautique et des éphémérides et déménage à Cambridge, dans le Massachusetts. Il sert brièvement comme chef du département de mathématiques de l'Académie navale d'Annapolis, mais il revient en tant que surintendant du bureau de l'Almanach. Il est élu membre de l'Académie américaine des arts et des sciences en 1853.
En 1863, il est l'un des cinquante membres fondateurs de l'Académie nationale des sciences. Trois ans plus tard, en 1866, il devient directeur de la Harvard College Observatory, succédant à George Bond et fait de nombreuses améliorations dans l'établissement. Il est également nommé professeur d'astronomie à Harvard. Il reste à l'université, pour devenir finalement professeur de géodésie, jusqu'à sa mort subite en 1875.
Ses travaux astronomiques incluent des mesures avec le cercle méridien, un catalogue des étoiles doubles et des relevés de photométrie stellaire. Il dirige également des expéditions pour l'éclipse solaire au Kentucky, en 1860 et en Espagne dans les années 1870.
Le cratère Winlock sur la Lune est nommé d'après lui.